# Stankovany
Stankovany (Hongaars: Sztankován) is een Slowaakse gemeente in de regio Žilina, en maakt deel uit van het district Ružomberok.
Stankovany telt 1.242 inwoners.